# Antoinette III
O Antoinette III, foi um protótipo de um monoplano, monomotor francês construído pela Antoinette em 1908, tendo como base o Gastambide-Mengin monoplano.

## Histórico
Depois do sucesso apenas parcial do Gastambide-Mengin monoplano, Léon Levavasseur fez uma completa revisão no seu desenho, resultando no Antoinette III. O problema no controle de rolagem não foi muito melhorado, mantendo o sistema de arqueamento das asas do modelo base.
O controle do movimento em terra e a performance na decolagem e no pouso foram melhorados para o Antoinette III, com um completa revisão do trem de pouso em quadriciclo, com um novo conjunto de estruturas de sustentação.
Outras melhorias para o Antoinette III, vieram na forma de uma cauda em formato cruciforme com aletas acima e abaixo da fuselagem traseira, assim como um grande plano de cauda, todos eles sobre superfícies de controle triangulares.
Apesar de todo esse esforço em melhorias, o controle acabou se demonstrando apenas medíocre, mas voos curtos foram efetuados com regularidade.

## Especificação
Estas são as características do Antoinette III:
- Características gerais:
  - Tripulação: um
  - Comprimento: 14 m
  - Envergadura: 12,5 m
  - Área da asa: 40 m²
  - Peso vazio: 519 kg
  - Motor: 1 x Antoinette 8V, um V8 refrigerado à água de 50 hp.

- Performance:
  - Velocidade máxima: 75 km/h